# Arthur Underwood
Arthur Underwood est le maître de Nathaniel, dans La Trilogie de Bartiméus. C'est un sot qui se prosterne devant ses supérieurs et supporte n'importe quelle humiliation. Il est Ministre des Affaires Internes, chargé de lutter contre la mystérieuse Résistance, et est donc le premier visé après l'attentat qui frappe Rupert Deveraux. Il meurt sous les coups de Jabor, invoqué par Simon Lovelace.